# Einödflur
Die Einödflur ist die Flurform eines Gehöfts in Einzellage. Sie ist das typische Kennzeichen der Streusiedlung in stark zergliedertem Gelände und geht ursprünglich auf Urbarmachung zurück.

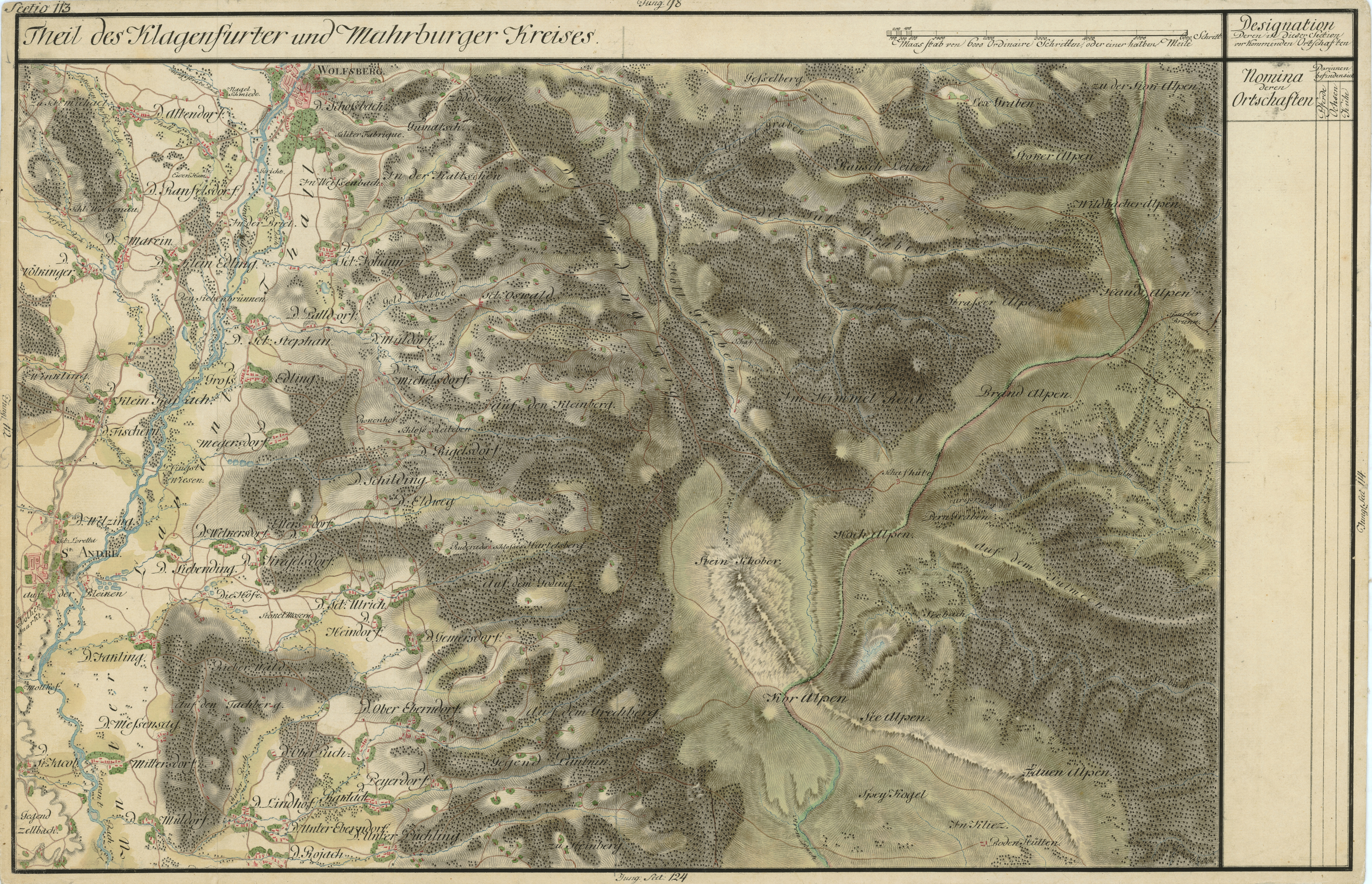
Weinebene und Speikkogel (unteres Lavanttal), Josephinische Landesaufnahme Bl. 113, 1764–1787

Die Einödflur ist ein Flurstück, das nur durch die topographischen Gegebenheiten und die Wirtschaftsform bestimmt ist. Sie ist typischerweise weitestgehend nur von Wald und Brachland umgeben, Abmarkung (planmäßige Grenzen) hat sie nur zu allfälligen Nachbarn, und folgt auch dort den orographischen Gegebenheiten (Höhenformen, Gewässergrenzen usw.). Die Einödflur stellt die ursprünglichste Flurform dar und kann nach Schindlbauer „zweifelsohne vom Standpunkt der innerbetrieblichen Organisation als Idealform bezeichnet werden“: Sie nutzt das vorhandene Gelände für den Wirtschafter optimal aus. Die Hofstelle oder Einöde liegt je nach Gelände inmitten oder am Rand des Flurstücks und zeigt darin regionaltypische Formen – so etwa im inneren Alpenraum, wo die Talbauern naturgemäß am unteren Rand, die Hangbauern aber auf halber Höhe ihres Grundes ansitzen, sofern es das Gelände erlaubt.
Im Rahmen von allfälligen Heirats- und Erbübernahmen und Realteilungen zergliedert sich die Einödflur. Sonderformen sind etwa die Doppelhöfe, die eine Einödflur mit zwei Hofstellen in sich gliedern (und so die Keimzelle des Weilers bilden). Um diese zunehmende Zergliederung zu unterbinden, wurden in Mitteleuropa schon im Spätmittelalter mit gleichzeitigem Übergang des Erbrechts auf nur einen Sohn Flurzwänge eingeführt und ab dem 19. Jahrhundert Flurbereinigungen unternommen. Ursprüngliche Einödfluren haben sich nur in den Randlagen der Siedlungsgebiete bis heute erhalten.
Es finden sich aber auch Sonderformen wie die blockförmigen Einödfluren und die streifenförmigen Einödfluren, die den Übergang zur Blockflur respektive Streifenflur darstellen und dort zu finden sind, wo die Streusiedlung dichter war, als dass sie zu reinen Einödhöfen hätte führen können: Diese Flurstücke sind nur teilweise topographisch, teils aber schon rein geodätisch durch möglichst gerade Linien definiert.